# بازگشت سامید (مجموعه تلویزیونی ۱۹۹۳)
بازگشت سامید یا بازگشت سامیاد (به انگلیسی: The Return of the Psammead) مجموعه تلویزیونی محصول سال ۱۹۹۱ و به کارگردانی مارلین فاکس است. در این مجموعه تلویزیونی بازیگرانی همچون توبی اوفیندل فیلیپس، لورا کلارک، لئونارد کربی، ویچی آوری، آنا مسی و کارول مک‌ریدی ایفای نقش کرده‌اند. این مجموعه بر اساس کتاب پنج بچه و آن نوشته ادیت نسبیت ساخته شده است.